# Mexikos Grand Prix 1992
Mexikos Grand Prix 1992 var det andra av 16 lopp ingående i formel 1-VM 1992 och det senaste som körts i Mexiko. 

## Resultat
1. Nigel Mansell, Williams-Renault, 10 poäng
2. Riccardo Patrese, Williams-Renault, 6
3. Michael Schumacher, Benetton-Ford, 4
4. Gerhard Berger, McLaren-Honda, 3
5. Andrea de Cesaris, Tyrrell-Ilmor, 2
6. Mika Häkkinen, Lotus-Ford, 1
7. Johnny Herbert, Lotus-Ford
8. JJ Lehto, BMS Scuderia Italia (Dallara-Ferrari)
9. Erik Comas, Ligier-Renault
10. Thierry Boutsen, Ligier-Renault
11. Bertrand Gachot, Larrousse-Lamborghini
12. Ukyo Katayama, Larrousse-Lamborghini
13. Michele Alboreto, Footwork-Mugen Honda

### Förare som bröt loppet
- Martin Brundle, Benetton-Ford (varv 47, motor)
- Gabriele Tarquini, Fondmetal-Ford (45, koppling)
- Andrea Chiesa, Fondmetal-Ford (37, snurrade av)
- Pierluigi Martini, BMS Scuderia Italia (Dallara-Ferrari) (36, hantering)
- Jean Alesi, Ferrari (31, motor)
- Gianni Morbidelli, Minardi-Lamborghini (29, snurrade av)
- Stefano Modena, Jordan-Yamaha (17, växellåda)
- Olivier Grouillard, Tyrrell-Ilmor (12, motor)
- Ayrton Senna, McLaren-Honda (11, transmission)
- Christian Fittipaldi, Minardi-Lamborghini (2, snurrade av)
- Mauricio Gugelmin, Jordan-Yamaha (0, motor)
- Karl Wendlinger, March-Ilmor (0, kollision)
- Ivan Capelli, Ferrari (0, kollision)

### Förare som ej kvalificerade sig
- Aguri Suzuki, Footwork-Mugen Honda
- Paul Belmondo, March-Ilmor
- Eric van de Poele, Brabham-Judd
- Giovanna Amati, Brabham-Judd

## VM-ställning
| Förarmästerskapet 1. Nigel Mansell, Williams-Renault, 20 2. Riccardo Patrese, Williams-Renault, 12 3. Michael Schumacher, Benetton-Ford, 7 | Konstruktörsmästerskapet 1. Williams-Renault, 32 2. McLaren-Honda, 9 3. Benetton-Ford, 7 |